# Chōsokabe Nobuchika
Chōsokabe Nobuchika (長宗我部 信親?; 1565 – 20 gennaio 1587) è stato un militare giapponese, che visse durante il periodo Azuchi-Momoyama.

## Biografia
Primogenito e favorito di Chōsokabe Motochika, il suo cadavere, morto in giovane età, venne portato al cospetto del padre dal clan Shimazu in segno di rispetto.